# 登坂重次郎
登坂 重次郎（とさか じゅうじろう、1913年4月3日 – 1997年3月22日）は、日本の政治家。元衆議院議員（自由民主党所属）。現在の茨城県常総市出身。

## 来歴・人物
会社員・登坂長吉の三男として生まれる。生後間もなく父母と死別し、父方の伯父・豊島重太郎に育てられる。1932年茨城県立水海道中学校（現在の茨城県立水海道第一高等学校）を卒業後、母校・水海道中学校の事務職員等を経て、1940年土浦税務署に入職する。1944年大蔵省本省に出向し、東京財務局（現在の関東財務局）長・池田勇人の秘書となる。以後池田に師事し、1948年池田の総選挙出馬を期に大蔵省を退官し、個人秘書となる。
1963年の第30回衆議院議員総選挙に、旧茨城3区にて無所属で立候補し当選（当選同期に小渕恵三・橋本龍太郎・小宮山重四郎・伊東正義・田中六助・渡辺美智雄・佐藤孝行・藤尾正行・中川一郎・三原朝雄・鯨岡兵輔・西岡武夫・奥野誠亮など）。以後当選6回。当選後自民党に入党し、宏池会に所属する。経済企画、厚生の各政務次官、衆院文教委員長等を歴任。選挙区に霞ヶ浦を抱えていたこともあり環境問題に熱心で、1980年代初頭には環境アセスメント法案成立のために尽力したが、この時は産業界の強い反対により陽の目を見なかった。1983年、落選により政界引退。
1997年3月22日、死去。享年84。

## 栄典
- 1989年 - 勲二等旭日重光章受章[1]